# Коронован гмурец
Коронованият гмурец (Podiceps gallardoi) е вид птица от семейство Podicipedidae. Видът е критично застрашен от изчезване.

## Разпространение и местообитание
Разпространен е в Аржентина и Чили.